# Rosa Clarà i Pallarès
Rosa Clarà i Pallarès (Barcelona, 1959) ha estat modista i empresària del sector de la moda a partir de la seva empresa, fundada el 1995. El 2017 se li va concedir la Creu de Sant Jordi per la seva destacada participació en el món de la moda femenina i per haver contribuït a la projecció exterior de Barcelona i Catalunya.
Va obrir la primera botiga de moda nupcial a Barcelona abans del 2000 amb dissenys originals i teixits de màxima qualitat. Aviat obrí altres botigues pròpies i inicià una franquícia amb botigues a altres països. Va col·laborar amb dissenyadors com Christian Lacroix, Karl Lagerfeld i Zuhair Murad. A principis de la dècada del 2025 tenia 3.500 punts de venda en 80 països i una xarxa de 140 botigues pròpies i franquícies. El lloc web de Rosa Clará era el 2019 el segon amb més visites de la indústria nupcial.
El 2025 fou inclosa en la llista Forbes de les 100 dones més influents de Catalunya.
Està separad i és mare d'un fill.

## Premis i honors
- 2003: Premi "Emprenedor de l'Any 2003" a la Creativitat i Internacionalització - Ernst & Young conjuntament amb IESE
- 2005: Premi "Ciutadà Europeu" - Fòrum Europa 2001
- 2006: Premi "Prix de la Moda Marie Claire" a la millor trajectòria empresarial[5]
- 2007: Premi "Protagonistes de l'any 2006" en l'apartat Moda, atorgat per Punto Radio[6]
- 2008: Professora honorària per la Universitat Autònoma de Guadalajara (Mèxic) per la seva contribució al món de la moda i la seva qualitat de referent para los joves Dissenyadors.
- 2009: Premi "Barcelona és Moda" per la seva Dimensió i expansió internacional[7]
- 2010: Premi "Top Glamour 2010 Llatinoamèrica" en l'apartat Empresària de Moda[8]
- 2011: Premi "IWEC - Internacional Women's Entrepreneurial Challenge" de la Cambra de Comerç de Manhattan
- 2013: Premi Millor Dissenyadora de Núvies atorgat per la Miami Fashion Week
- 2013: Premi Icono de Estilo de Vanidades com a dissenyadora de núvies
- 2013: Premi Mujer Hoy – Mujer del Año[9]
- 2014: Premi a la internacionalització atorgat per l'Associació International Women's Forum Spain[10]